# Henri Laux
Henri Laux, né en 1951, est un prêtre catholique, jésuite et philosophe français, spécialiste de Spinoza et de la mystique chrétienne.

## Biographie
Henri Laux est le fils de Pierre Laux et petit-fils d'Henri Laux viticulteur à Salles d'Aude. Après des études à l'Institut d'études politiques de Paris, il entre au noviciat en 1975. À la demande de la Compagnie de Jésus, il s'oriente alors vers l'étude de la philosophie de Spinoza, sur lequel il soutient une thèse dirigée par Alexandre Matheron. 
Il enseigne au Centre Sèvres, dont il est président entre 2009 et 2015. Il est membre du Groupe de recherches spinozistes et du conseil de rédaction des Archives de philosophie.

### Auteur
- Spinoza et le christianisme, Paris, Presses universitaires de France, 2022.
- Pour une existence spirituelle, Paris, Éditions facultés jésuites de Paris, 201.
- Dieu au XVIIe siècle (en co-direction avec Dominique Salin), Paris, Éditions Facultés jésuites de Paris, 2002[4],[5].
- Le Dieu excentré. Essai sur l’affirmation de Dieu, Paris, Beauchesne, 2001[6],[7],[8],[9],[10].
- Imagination et religion chez Spinoza. La potentia dans l’histoire, Paris, Vrin, 1993[11].

### Éditeur
- Jean-Joseph Surin, Questions sur l’amour de Dieu, Paris, collection « Christus », DDB, 2008[12].